# Planinski javor
Planinski javor, grčki javor ili mlječac (lat. Acer heldreichii Orph.) je vrsta roda javor (Acer L.).

## Opšte karakteristike
Planinski javor je srednje visoko listopadno drvo, visoko i preko 30 m, sa prsnim prečnikom i preko 100 cm. Stablo je pravo, a krošnja je široka, okrugla i razgranata. Opštim izgledom i korom koja u starosti puca u krupne, tanke, nepravilne ljuspe, je sličan javoru (Acer pseudoplatanus L.). Međutim, od javora se razlikuje u rasprostranjenju (horološki), staništu (ekološki), obliku listova i cvastima (morfološki). Jednogodišnji izdanci su goli, crvenkasto smeđi, sjajni, sa mnogo markiranih lenticela. Koren je jako razvijen i duboko prodire u zemljište, pa planinski javor ne strada od vetroizvala. Pupoljci su sa crvenkastim i golim ljuspama. Listovi su na peteljkama crvenkaste boje, dugim približno koliko i liska, duboko deljeni, ponekad skoro do osnove liske, sa pet režnjeva. Režnjevi su duguljasti, sa manjim režnjevima i zupcima pri vrhu. Listovi su dugi do 14 cm, na licu sjajni, tamno zeleni, a na naličju sivkasto-zeleni, sa čupercima rđastih dlačica u pazuhu nerava ili skoro goli. Cvasti su prvo skoro uspravne metlice, ali kasnije duge i viseće, gole. U zavisnosti od nadmorske visine, cveta od maja do juna. Plodovi su zreli u septembru i oktobru, a dugi su do 6 cm, sa razmaknutim ili ukrštenim krilima, proširenim pri vrhu, a gnezdima semena spolja golim ili retko dlakavim. 

## Rasprostranjenje i stanište
Planinski javor je endemit Balkanskog poluostrva. Uglavnom se javlja iznad regiona bukve sa jelom, u pojasu munike, smrče ili pretplaninske bukve, na nadmorskim visinama od 1.200 do 1.800 m, kako na krečnjačkim, tako i na silikatnim masivima, na različitim tipovima zemljišta, od organomineralnih rendzina do kiselih smeđih zemljišta i podzola. Najčešće naseljava severne ekspozicije i udoline, na mestima gde se duže zadržava sneg.

## Varijabilnost vrste
Od tri opisane podvrste planinskog javora, samo subsp. macropterum je konstatovana u Srbiji.
- subsp. heldreichii
- subsp. bulgaricus Lakušić
- subsp. macropterum (Vis.) Pax
  - var. visianii
    - f. visianii
    - f. trichocarpum (K. Maly) Beck

  - var. pancicii
    - f. pancicii
    - f. cruciatum Jov.
    - f. obtusatum Jov.

## Privredni značaj
Planinski javor na većim nadmorskim visinama zamenjuje javor (Acer pseudoplatanus L.), a delom i bukvu (Fagus sylvatica L.). Koristi se kao drvo za građu. Mogao bi se koristiti kao dekorativna vrsta, jer ima krupne crvenkaste plodove i interesantno duboko deljeno lišće.  

## Spoljašnje veze
- The Euro+Med PlantBase - the information resource for Euro-Mediterranean plant diversity
- Tropicos